# Cyrestis nigrolineata
Cyrestis nigrolineata är en fjärilsart som beskrevs av Van Eecke 1914. Cyrestis nigrolineata ingår i släktet Cyrestis och familjen praktfjärilar. Inga underarter finns listade i Catalogue of Life.